# 세르지 벨벨

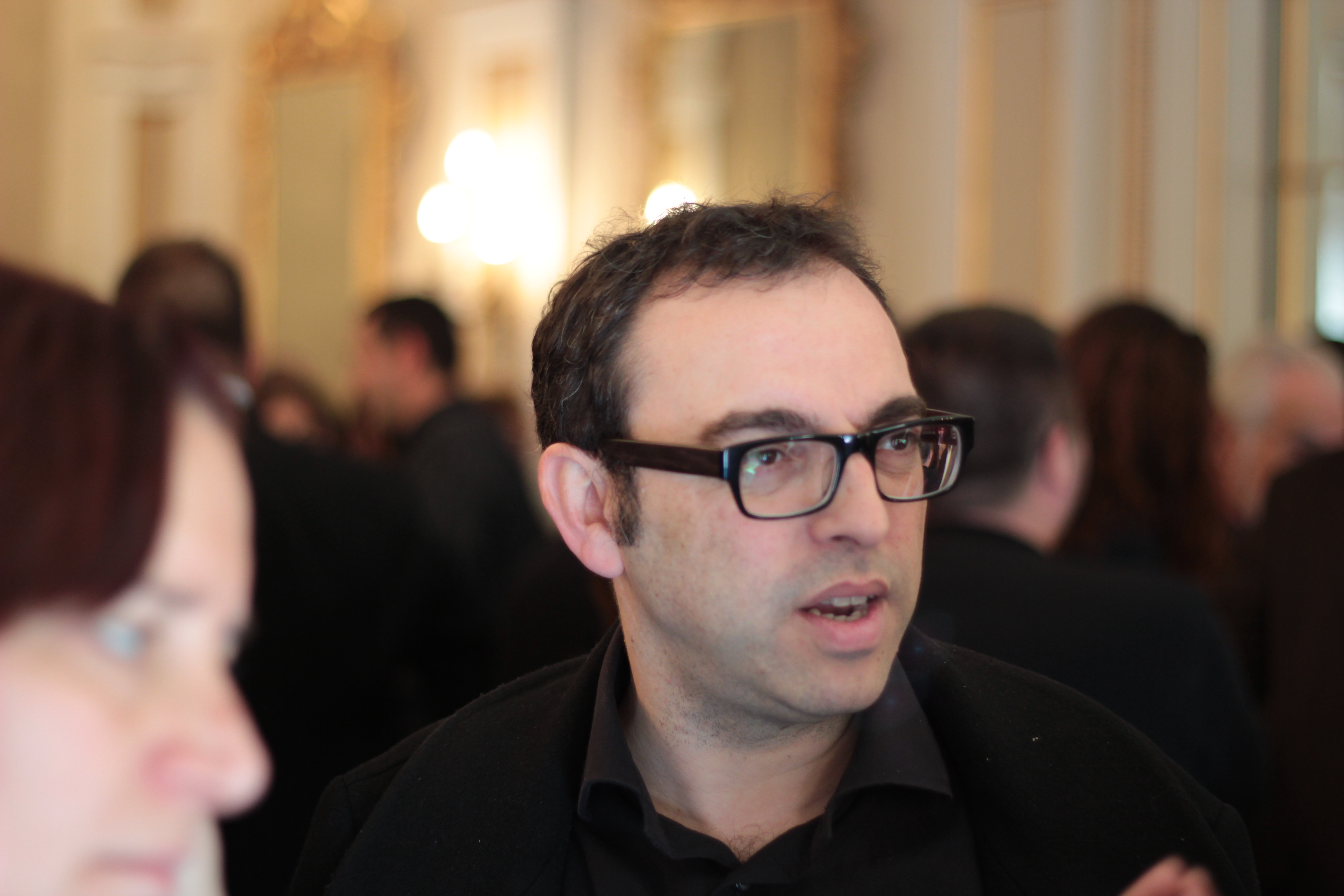

세르지 벨벨(Sergi Belbel i Coslado, 1963년 ~ )은 스페인 바르셀로나 출신으로서, 현재 스페인을 가장 대표하는 극작가 겸 연출가이다. 1980년대 말부터 왕성한 작품 활동을 하면서 수준 높은 작품을 창작해 오고 있다. 그의 작품 다수가 여러 외국어로 번역되었으며, 스페인을 비롯해, 중남미와 미국, 유럽 각국에서 공연되고 있다. 몇몇 작품은 영화로도 만들어졌다.
세르지 벨벨은 바르셀로나 아우토노마대학에서 문학 석사 학위를 받았으며, 대학에서 연극 동아리 활동을 하면서 연극을 시작했다. 1985년 ＜오늘의 만화경과 등대＞라는 작품으로 브라도민백작상을 수상하면서 화려하게 연극계에 입문했고, 이후 20여 년간 지속적으로 작품을 발표했다. 수많은 화제작이 대중은 물론 평단의 호평을 받으면서 스페인에서 가장 촉망받는 극작가로 자리매김했다. 수상 경력도 화려한데, 1987년 국립연극상, 그라노예시(市)상, 1992년 비평가상, 1993년부터 1995년까지 카탈루냐 주정부 드라마문학상, 1994년 세라드오르상, 1996년 스페인 문화부 드라마문학상, 1999년 몰리에르상, 2000년 카탈루냐 주정부 국립연극상 등을 수상했다. ＜죽음 혹은 아님＞ 역시 1994년에 본연극상과 1996년 국립드라마문학상을 수상했다.
또한 연출가로 활동하면서 영역을 넓히고 있으며 1988년부터 바르셀로나 연극학교 교수로 재직하고 있다. 1996년 희곡 문학 부문 국가문학상을 받았으며, 2006년부터 2013년까지 카탈루냐 국립극장 예술감독으로 재직했다.

## 대표작
대표작으로 ＜미니멀 쇼＞(1987), ＜엘사 슈나이더＞(1987), ＜오페라＞(1988), ＜애무＞(1991), ＜죽음 혹은 아님＞(1994), ＜탈렘＞(1990), ＜비 온 다음＞(1993), ＜외지인들＞(2005), ＜토스카나로＞(2007) 등이 있다.